# Mosina
Mosina (udtale: [mɔˈɕina]) er en by i den centrale del af  voivodskabet Storpolen i  den vestlige centrale del af Polen. Byen   har 14.511(2021) indbyggere og et areal på 13,58  km², og en del af   powiatet Poznań. Mosiński-kanalen løber mod øst og vest gennem byen og slutter sig til floden Warta lige mod øst.

## Historie
Den ældste kendte omtale af Mosina stammer fra 1247, mens den i 1302 blev nævnt som en by. Dens navn er af polsk oprindelse og kommer fra det gamle polske ord moszyna. I århundreder var Mosina en kongeby i Kongeriget Polens krone, administrativt beliggende i Poznań County i Voivodskabet Poznań  i provinsen Storpolen. Den blev annekteret af Kongeriget Preussen ved Polens anden deling i 1793. Efter den vellykkede Storpolske opstand i 1806 blev den genvundet af polakkerne og inkluderet i det kortvarige Hertugdømmet Warszawa, men efter hertugdømmets opløsning blev byen genannekteret af Preussen i 1815. Under den polske Storpolske opstand (1848) (en) og de europæiske Revolutioner i 1848, den 3. maj 1848 erklærede den polske advokat Jakub Krotowski-Krauthofer polsk uafhængighed i Mosina.  Den lille polske republik Republikken Mosina centreret i Mosina blev til sidst knust af preusserne efter deres sejr over de polske oprørere i slaget ved Rogalin flere dage senere. Jakub Krotowski-Krauthofer blev taget til fange i Konarzewo og derefter brutalt behandlet, inden han blev løsladt i 1849 ved amnesti. Polen genvandt til sidst uafhængighed efter 1. verdenskrig i 1918, og Mosina blev derefter reintegreret med Polen. I mellemkrigstiden tilhørte det administrativt Poznań voivodskab.